# Lindoeste
Lindoeste ist ein brasilianisches Munizip im Westen des Bundesstaats Paraná. Es hat 5.175 Einwohner (2022), die sich Lindo-Estenser nennen. Seine Fläche beträgt 347 km². Es liegt 587 Meter über dem Meeresspiegel.

## Etymologie
Der Name lindo oeste bedeutet auf Deutsch Schöner Westen. Er entstand aus den Namen der Siedlungen Alvorada do Oeste (deutsch: Morgenröte des Westens) und Cielito Lindo (Schönes Himmelchen), aus denen das Munizip 1989 hervorging.

## Geschichte

### Besiedlung
Die Gemeinde wurde aufgrund der Holzausbeutung in dieser Gegend besiedelt. 1964 wurden in Colônia São Francisco ein Dorf namens Alvorada do Oeste und das Dorf Cielito Lindo gegründet. Ziel war es, die Arbeiter der Holzfirmen anzusiedeln. Diese kamen aus dem Norden von Paraná und aus Rio Grande do Sul.

### Erhebung zum Munizip
Lindoeste wurde durch das Staatsgesetz Nr. 9006 vom 12. Juni 1989 aus Cascavel ausgegliedert und in den Rang eines Munizips erhoben. Es wurde am 1. Januar 1990 als Munizip installiert.

## Geografie

### Fläche und Lage
Lindoeste liegt auf dem Terceiro Planalto Paranaense (der Dritten oder Guarapuava-Hochebene von Paraná). Seine Fläche beträgt 347 km². Es liegt auf einer Höhe von 587 Metern.

### Vegetation
Das Biom von Lindoeste ist Mata Atlântica.

### Klima
Das Klima ist gemäßigt warm. Es werden hohe Niederschlagsmengen verzeichnet (1928 mm pro Jahr). Im Jahresdurchschnitt liegt die Temperatur bei 20,9 °C. Die Klimaklassifikation nach Köppen und Geiger lautet Cfa.

### Gewässer
Lindoeste liegt im Einzugsgebiet des Iguaçu. Dessen rechter Nebenfluss Rio Gonçalves Dias bildet die westliche Grenze des Munizips. Im Osten wird das Munizip vom Rio Andrada begrenzt, der ebenfalls dem Iguacu von rechts zufließt.

### Straßen
Lindoeste ist über die BR-163 mit Cascavel im Norden und mit Capitão Leônidas Marques verbunden.

### Nachbarmunizipien
|          | Santa Tereza do Oeste und Cascavel          |                        |
| Céu Azul | Kompassrose, die auf Nachbargemeinden zeigt |                        |
|          | Capitão Leônidas Marques und Santa Lúcia    | Boa Vista da Aparecida |

## Stadtverwaltung
Bürgermeister: Silvio de Souza, PSD (2021–2024)
Vizebürgermeister: David Pereira de Andrade, PSD (2021–2024)

## Demografie

### Bevölkerungsentwicklung
| Jahr | Einwohner | Stadt | Land |
| ---- | --------- | ----- | ---- |
| 1991 | 6.877     | 14 %  | 86 % |
| 2000 | 6.224     | 38 %  | 62 % |
| 2010 | 5.361     | 44 %  | 56 % |
| 2022 | 5.175     |       |      |

Quelle: IBGE, bis 2010: Volkszählungen und Volkszählung 2022

### Ethnische Zusammensetzung
| Gruppe * | 1991    | 2000    | 2010    | wer sich als …                                                                   |
| --- | ------- | ------- | ------- | -------------------------------------------------------------------------------- |
| Weiße | 78,0 %  | 65,4 %  | 57,0 %  | weiß bezeichnet                                                                  |
| Schwarze | 2,6 %   | 3,2 %   | 1,9 %   | schwarz bezeichnet                                                               |
| Gelbe | 0,1 %   | 0,1 %   | 0,7 %   | von fernöstlicher Herkunft wie japanisch, chinesisch, koreanisch etc. bezeichnet |
| Braune | 19,3 %  | 30,2 %  | 40,3 %  | braun oder als Mischung aus mehreren Gruppen bezeichnet                          |
| Indigene | 0,0 %   | 0,3 %   | 0,1 %   | Ureinwohner oder Indio bezeichnet                                                |
| ohne Angabe | 0,0 %   | 0,8 %   | 0,0 %   |                                                                                  |
| Gesamt | 100,0 % | 100,0 % | 100,0 % |                                                                                  |
| *) Das IBGE verwendet für Volkszählungen ausschließlich diese fünf Gruppen. Es verzichtet bewusst auf Erläuterungen. Die Zugehörigkeit wird vom Einwohner selbst festgelegt. |         |         |         |                                                                                  |

Quelle: IBGE (Stand: 1991, 2000 und 2010)

## Wirtschaft

### Kennzahlen
Mit einem Bruttoinlandsprodukt pro Einwohner von 35.754,63 R$ bzw. rund 7.900 € lag Lindoeste 2019 an xxx.Stelle der 399 Munizipien Paranás.
Sein mittlelhoher Index der menschlichen Entwicklung von 0,666 (2010) setzte es auf den 334. Platz der paranaischen Munizipien.